# میدان شهدا (تهران)

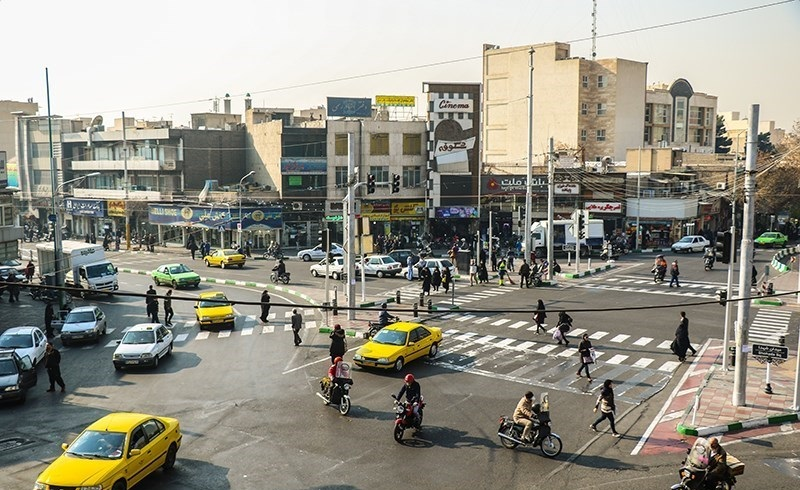
میدان شهدا

محله و میدان  شهدا، مکانی در شرق شهر تهران، پایتخت ایران، است. این میدان که پیشتر با نام میدان ژاله شناخته شده بود، محل وقوع حادثه ۱۷ شهریور است و به همین علت پس از انقلاب ۱۳۵۷، میدان شهدا نام گرفت. این میدان از اطراف، در میان خیابان‌ ۱۷ شهریور (شهباز سابق)، پیروزی (فرح‌آباد سابق) و خیابان مجاهدین اسلام (ژاله سابق) قرار داشته و تا میدان بهارستان امتداد دارد.
ایستگاه متروی میدان شهدا در خط ۴ متروی تهران در شمال این میدان واقع شده است.

## تاریخچه
خیابان‌های ژاله (خیابان مجاهدین اسلام)،  فرح‌آباد (خیابان پیروزی) و شهباز (خیابان ۱۷شهریور)  به میدان ژاله می‌رسند. 
این میدان پس از پیروزی انقلاب ۱۳۵۷ و به مناسبت رویداد ۱۷ شهریور سال ۱۳۵۷ به میدان شهدا تغییر نام داد.

## اماکن اطراف
در ضلع شمال شرقی میدان شهدا ساختمان شرکت توزیع برق منطقه‌ای تهران واقع است.
دو سینما میلاد و شکوفه از اماکن فرهنگی در دو ضلع جنوبی میدان هستند.